# Kiss of the Dragon
Kiss of the Dragon ist ein französischer Actionfilm aus dem Jahr 2001. Die Hauptrollen spielen Jet Li, Bridget Fonda und Tchéky Karyo.

## Handlung
Liu Jian, ein chinesischer Polizist, reist nach Paris, um dort der zuständigen Polizei bei der Festnahme und Überführung des chinesischen Drogenhändlers „Mister Big“ behilflich zu sein. In der Lobby eines Luxushotels wartet der Drogenhändler auf ein Treffen mit seinem französischen Kontaktmann. Als Zeitvertreib werden für ihn zwei Prostituierte engagiert und er geht mit ihnen in seine Suite. Das Ganze verfolgen die Polizeieinheit und ihr überaus cholerischer und zynischer Chef Inspektor Jean-Pierre Richard zusammen mit Liu, von Richard herablassend „John“ genannt, am Bildschirm. Während eine der beiden Prostituierten ins Bad verschwindet und sich aus Nervosität übergibt, wird der Drogenhändler von ihrer Kollegin kurz vor dem sexuellen Höhepunkt durch mehrere Stiche mit zwei großen Haarnadeln schwerst verletzt. Liu stürmt aus der Überwachungszentrale zum Tatort, setzt die Täterin in letzter Sekunde außer Gefecht und will einen Krankenwagen rufen. Aber plötzlich taucht Richard auf und erschießt sie und den Drogenhändler mit Lius Dienstwaffe. Richard erweist sich als der Kontaktmann, der den Drogenhändler treffen sollte und für den überdies auch Zuhälter und Drogendealer arbeiten. Doch Liu gelingt die Flucht mit einem Videoband, auf dem der Mord genau zu sehen ist, den ihm Richard in die Schuhe schieben möchte. Unterschlupf findet er bei seinem Kontaktmann Tai, einem Lebensmittelhändler in Chinatown, den er zur Tarnung als seinen Onkel ausgibt. Dort lernt er die hilfsbereite Prostituierte Jessica Kamen kennen, die vor dem Ladenlokal anschafft. Währenddessen durchkämmen Richards Leute Paris nach Liu und dem belastenden Videoband.
Liu trifft sich mit einem hochrangigen Mitglied der chinesischen Delegation, die inzwischen wegen des Falls nach Paris gereist ist. Sein Ansprechpartner wird jedoch von der Polizei beschattet und während des Treffens auf einem Rundfahrtboot von der Spezialeinheit GIGN getötet. Liu gelingt mit einer schweren Armverletzung erneut die Flucht. Das Videoband fällt wieder in die Hände von Richard.
Lius Verletzung wird von Jessica in Tais Laden verarztet. Das missfällt ihrem Zuhälter und es kommt zu einem lautstarken Kampf mit ihm und seinen Kumpanen. Dies ruft einen schwer bewaffneten Handlanger von Richard auf den Plan, der Tai erschießt und dann von Jian erstochen wird. Jian flüchtet mit Jessica ins nächtliche Paris und die beiden raufen sich nach einer kurzen Meinungsverschiedenheit zusammen. Erst jetzt erfährt Jian, dass Jessica die zweite Prostituierte war, die während des Mordes im Bad war; bei der Observation in der Hotellobby hatte er sie nur kurz gesehen und sie trug eine rote Perücke. Liu bittet sie um Hilfe, um Richard das Handwerk zu legen, doch sie erzählt ihm, dass Richard ihre kleine Tochter Isabel festhält. Liu verspricht ihr, Isabel zu befreien, und im Gegenzug soll Jessica ihn bei der Jagd auf Richard unterstützen. Die beiden schleichen sich in der Nacht in das Waisenhaus, in dem Isabel lebt, geraten jedoch in eine von Richard gestellte Falle. Jessica erleidet eine schwere Schussverletzung, doch Liu gelingt gemeinsam mit ihr die Flucht und er bringt sie in ein Krankenhaus. Daraufhin stürmt er in das Polizeigebäude, wo Richard und seine Handlanger Isabel festhalten. Nach mehreren Kämpfen mit Dutzenden von Polizisten – darunter über 20 Teilnehmer an einem Kampfsport-Lehrgang – und zwei besonders kampferprobten Untergebenen Richards gelangt Liu schließlich in das Büro von Richard, welcher Isabel eine Pistole an den Kopf hält. Plötzlich feuert er auf Liu und fügt ihm eine Schussverletzung zu. Doch Liu hat dies vorhergeahnt, springt blitzartig an ihn heran und steckt ihm eine seiner Akupunkturnadeln, mit denen er schon mehrere Gegner überwältigte, an eine bestimmte Stelle ins Genick, was eine sofortige Bewegungsunfähigkeit zur Folge hat. Die Methode wird „Der Kuss des Drachen“ (engl. „Kiss of the Dragon“) genannt. Ein Stich in diesen Punkt bewirkt, dass das ganze Blut in den Kopf steigt, aber von dort nicht wieder zurück in den Körper fließt. Somit stirbt Richard eines schmerzhaften Todes, indem ihm das Blut aus Nase, Mund, Ohren und Augen tritt.
Liu bringt Isabel zu ihrer Mutter ins Krankenhaus und befreit diese somit aus ihrem Leben als Prostituierte.

## Kritiken
Roger Ebert schrieb in der Chicago Sun-Times vom 6. Juli 2001, er möge den Film auf einer „einfachen physikalischen Ebene“, auch wenn er keinen „tieferen Sinn“ ergebe. Ebert bescheinigte dem Film eine gewisse „stilistische Eleganz“ und lobte Jet Li in der Hauptrolle.
Stephen Hunter schrieb in der Washington Post vom 6. Juli 2001, im Film werde jede Minute eine Person getötet, es gebe aber nicht mal eine ganze Minute Spannung. Die Handlung bezeichnete er als einen „schwachen Vorwand“ („feeble pretext“) für die Prügeleien. Er schrieb, in den letzten Minuten würde sich der Film bessern.
Kenneth Turan schrieb in der Los Angeles Times vom 6. Juli 2001, der Film sei ein Angebot für die „Hardcore“-Anhänger der Actionfilme und verglich ihn mit dem Film Romeo Must Die. Die Chemie zwischen Jet Li und Bridget Fonda verglich er mit der Chemie zwischen Ariel Scharon und Jassir Arafat. Turan lobte einige Actionszenen.
Johannes Pietsch bezeichnete den Film auf www.filmstarts.de als „Martial-Arts-Vergnügen reinsten Wassers“, welches „die großen Klassiker des Genres“ zum Vorbild nehmen würde. Er lobte die „Großstadtkulisse“ von Paris und verglich den Film mit einigen Filmen von Bruce Lee.
In einem Artikel im Asian Journal of Communication aus dem Jahr 2013 bezeichnete der Wissenschaftler Zheng Zhu den Film zusammen mit Dragon – Die Bruce Lee Story (1993) und The Tuxedo – Gefahr im Anzug (2002) als Filme, die mit der westlichen Tradition, asiatische Männer als asexuell darzustellen, brechen, und erklärte, dass sie in Kampfkunstfilmen zwar oft als Helden, aber nur selten als romantisch oder liebend dargestellt werden. Zhu stellt fest, dass die Filme, die jeweils einen asiatischen Kampfkünstler mit einer weißen Partnerin zeigen, die konventionelle Darstellung eines "dominanten weißen Ritters und einer unterwürfigen asiatischen Dame" umkehren. Allerdings übt er auch Kritik an der Darstellung dieser Beziehungen. So zeigen die Filme beispielsweise, dass "weiße Frauen die wichtigste Rolle" spielen, wenn es darum geht, chinesischen Männern zum Erfolg zu verhelfen. Asiatische Männer, so argumentiert Zhu, werden als unfähig dargestellt, in der westlichen Gesellschaft Erfolg zu haben, wenn sie nicht von weißen Frauen unterstützt werden.
Das Lexikon des internationalen Films schrieb: „Düsterer und spannender Kriminalfilm mit glaubhaften Hauptfiguren, angereichert mit zahlreichen Martial-Arts-Kämpfen, deren Virtuosität aber vielfach in hektischen Schnitten untergeht.“

## Hintergründe
Die Produktionskosten des Films betrugen ungefähr 25 Millionen US-Dollar, er spielte in den Kinos weltweit ca. 64,4 Millionen US-Dollar ein.

## Dies und das
- Zum Namen des von Jet Li dargestellten Protagonisten gibt es widersprüchliche Angaben. Sein Nachname ist Liu, sein Vorname wird meistens als Jian angegeben, darunter von der Internet Movie Database, Fandom, aber auch auf DVD und Bluray Hüllen. Sein vollständiger Name wird zweimal genannt, sein Nachname insgesamt dreimal, zweimal vom Antagonist Inspektor Jean-Pierre Richard, einmal von seinem chinesischen Kollegen. Und jedes Mal wird sein Nachname als Ouyang ausgesprochen, was in China ein sehr gebräuchlicher Nachname ist. Als Richard zum ersten Mal seinen vollen Namen nennt, klingt er sehr nach der realen Person Ouyang Ziyuan, und auch die Untertitel zeigen den Namen als Ouyang Suiyan an. Als Richard seinen Nachnamen zum zweiten Mal erwähnt, spricht er ihn ebenfalls Ouyang aus, allerdings wird er im Untertitel Liu Ciu-jian (im Pinyin-Stil ohne Silbentrennung Ciujian) angezeigt. Auch Liu/Ouyangs Kollege, ein chinesischer Polizist, spricht den Nachnamen als Ouyang aus. Es ist also sehr wahrscheinlich, dass sein ursprünglicher Nachname Ouyang lautete, und sein Vorname Suiyan oder Ciujian, aber Ouyang Suiyan/Cuijian wurde später fälschlicherweise in Liu Jian geändert.
- Der Darsteller des kleineren Zwilling, Cyril Raffaelli, ist ein guter Freund des Franzosen und Parkour Begründers David Belle, und ist nicht nur ein Kampfkünstler, sondern auch Traceur (Bezeichnung einer Person, die Parkour betreibt).
- In einem Interview zur Premiere in Los Angeles am 25. Juni 2001 gab Bridget Fonda an, sie hätte nicht gerne mit dem Darsteller des größeren Zwillings, Didier Azoulay, gearbeitet, da dieser ihre Figur Jessica in einer Szene von hinten am Hals packt und in die Luft hebt, wobei Azoulay dies zu grob tat. Im selben Interview betont Jet Li, wie wichtig Fondas Charakter für die Handlung sei. In normalen Actionfilmen sei das Mädchen wie eine Blume, die auftauchen, verschwinden und wenn gewollt wieder auftauchen kann, ohne dass sie eine wichtige Bedeutung hätte. Jessica wäre jedoch der Schlüssel zwischen dem Guten Liu und dem Bösen Richard, und sie würde die ganze Story zum Laufen bringen.[10]